# Битва за Львів (1918)
Битва за Львів (1918) — битва між Українською Галицькою армією та Польською Організацією Військовою (ПОВ) за місто Львів в ході Українсько-польської війни, що тривала з 1 по 22 листопада 1918 року. Безпосередньою ареною бойових дій стало саме місто.

## Передісторія
Наприкінці Першої світової війни, у 1918 році велися численні польсько-австрійські перемовини, результатом яких стала згода Австро-Угорщини на утворення польської держави, до якої мала би увійти вся Галичина. Цей сценарій ігнорував українське питання, яке вже давно визріло в Галичині.
Український рух особливо активізувався в Галичині з утворенням у Києві Української Центральної Ради та проголошення Української Народної Республіки. Так, у квітні 1918 року у Львові було створено Український банк. У травні провели з'їзди товариств «Рідна школа» та «Союз українок», почалося відродження «Пласту» та «Сільського господаря». У вересні у Львові було проведено кілька великих віч та мітингів з вимогами об'єднання всіх підавстрійських українських земель в окремий коронний край з власним сеймом, намісником і українською адміністрацією, а також ратифікації Австро-Угорщиною Берестейського мирного договору.
18-19 жовтня 1918 року в Народному домі у Львові відбулося зібрання українських послів до парламенту та крайових сеймів Галичини і Буковини, греко-католицького єпископату та представників українських політичних партій, на якому було утворено Українську Національну Раду (УНРада) на чолі з Євгеном Петрушевичем. Згідно з прийнятим зібранням Статутом організації, вона мала право:
|  | а) виконати в хвилі, яку признає за відповідну іменем українського народу австро-угорської монархії, його право самоозначення та рішити про державну судьбу всіх областей тим народом заселених; б) предприняти всі постанови та заходи репрезентативного, законодатного та адміністративного характеру, щоб своє рішення під а) привести в життя. |

19 жовтня УНРада оприлюднила Маніфест, в якому вона проголосила:
|  | 1. Ціла українська етнографічна область в Австро-Угорщині, зокрема Східна Галичина з граничною лінією Сяну з влученням Лемківщини, північно-східна Буковина з містом Чернівці, Сторожинець і Серет та українська смуга північно-східної Угорщини — творить одноцільну українську територію. 2. Ся українська національна територія уконститовується отсим як Українська держава ... 3. Взивається всі національні меншости ... негайно вислати своїх представників до Української Національної Ради в кількості, відповідуючій їх числу населення. 4. Українська Національна Рада виготовить Конституцію для утвореної сим способом держави на основах: загального, рівного, таємного і безпосереднього права голосування з пропорціональним заступництвом, з правом національно-культурної автономії... |

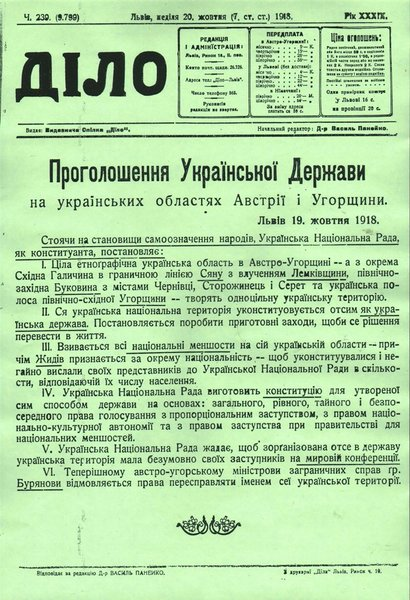
Проголошення Української Держави

У неділю, 20 жовтня, на площі Святого Юра відбувся великий мітинг львів'ян, на якому Костем Левицьким було оприлюднено «рішення Української Національної Ради про утворення Української Держави в межах Австро-Угорщини». Щоб не допустити польських провокацій Кость Левицький і Олександр Барвінський того ж дня зустрілися з намісником Галичини графом Карлом фон Гуйном, який запевнив їх, що влада взмозі «припинити всілякі демонстрації чи атаки». 23 жовтня Євген Петрушевич і Микола Василько у Відні мали зустріч з прем'єр-міністром Австро-Угорщини.
Головним осідком УНРади став Відень, адже більшість її членів складали депутати Австрійського парламенту. Тому у Львові було сформовано його представництво на чолі з Костем Левицьким. Також у Львові, в Народній гостиниці, діяв створений у вересні Центральний Військовий Комітет на чолі з Іваном Рудницьким, який вів активну пропаганду серед військових.

## Початки
18 жовтня 1918 року Українська парламентська репрезентація скликала у Львові збори всіх українських послів австрійського парламенту, Галицького і Буковинського сеймів, представників політичних партій, духівництва і студентства Галичини і Буковини. Збори обрали Українську Національну Раду як політичного представника українського народу в Австро-Угорщині. 19 жовтня президент УНРади Євген Петрушевич на зборах українських нотаблів (мужів довір'я) проголосив заснування Української Держави.
Захопити владу в Східній Галичині готувалися й поляки, та й стара державна адміністрація перебувала в їх руках. 7 жовтня польська Регенційна Рада виголошує маніфест, в якому прокламує створення незалежної польської держави. Уряд Львова 11 жовтня висилає до Регенційної Ради листа, в якому сповіщає, що польське населення міста висловило бажання будувати польську державу. Згідно з декретами польської ради полковник Владислав Сікорський починає організовувати у Львові з колишніх офіцерів і вояків Польського корпусу посилкового (т. зв. Товариство взаємодопомоги колишніх легіоністів) відділи Війська Польського, їх склад до початку повстання нараховував до 200 осіб. У групі самопомочі лічився і жіночий відділ з 40 осіб. 20 жовтня польські організації приймають рішення про приєднання Львова до Польщі, чому спротивилися українські організації. Польський національний комітет у Парижі заручився підтримкою США і держав Антанти. 28 жовтня в Кракові Польська комісія ліквідаційна проголошує, що керівництво відродженої Польщі перебирає на себе всю владу в Галичині. Приїзд польської комісії для цього до Львова планувався на 1 листопада, а збройний виступ поляків міста вночі з 2 на 3 листопада. Польська розвідка керівництву доносила, що в напрямку Львова з лав австро-угорських військ готуються до передислокації українські полки та ведуться перемовини про надання їм збройових арсеналів. У цьому випадку керівництво польських сил вважало, що до українського виступу справа не дійде, і Сікорський 30 жовтня в повних спокою справах відбуває до Перемишля. Делегат Регенційної Ради професор Станіслав Глабінський запевняв, посилаючись на намісника Гуйна, що нема жодних побоювань щодо переходу влади до українців. Росту активності польських воєнізованих організацій сприяла діяльність львівських відділень політичних партій, котрі 1 листопада утворили Польський Комітет Народовий. Першим же зверненням комітет закликав всіх боєздатних поляків до зброї.
Будівництво Західноукраїнської Народної Республіки розпочалося в умовах бойових дій у Львові, які після прямого втручання Польщі — збройної допомоги заколотникам у місті — переросли в українсько-польську війну. 31 жовтня містян інформували, що 1 листопада має прибути з Кракова офіційна делегація польської Ліквідаційної комісії — Жигмунт Лясоцький і Олександр Скарбек — аби проголосити польську владу — це призвело до пришвидшення українського виступу.
Вищим органом керівництва збройними силами республіки була Начальна Команда, яку очолювали в період боїв за Львів полковники Г. Коссак і Г. Стефанів.
Австрійський намісник К.Гуйн відмовився передати українцям владу. Старшини Центрального військового комітету на чолі з сотником Легіону УСС Д.Вітовським наполягають, і 31 жовтня на засіданні членів УНРади і ЦВК ухвалено рішення негайно взяти владу у Львові й у всьому краї. Того ж дня розіслано накази до окружних військових команд з вимогою перебрати владу на місцях у ніч на 1 листопада; вислано наказ до Легіону УСС у Чернівцях — якнайшвидше приїхати до Львова. Увечері 31 жовтня на нараді визначено остаточний план повстання у Львові. Готуючи план повстання, Українська Генеральна Команда виходила з того, що австро-угорські частини вдасться нейтралізувати. Українське військо у Львові тоді складалося з 1400 стрільців і 60 старшин; мало встановити контроль над майже двохсоттисячним містом, в якому знаходилися польські та угорські підрозділи цісарського війська.
Польські формування швидко згрупували свої військові сили, основу яких складали Польська військова організація — колишні легіонери бригади Пілсудського, Польський допомоговий корпус Владислава Сікорського та Польські військові кадри, до яких приєдналися різноманітні товариства — «Сокул», «Ґвязда», «Скала», молодіжні, студентські, жіночі організації. Загальне керівництво здійснював граф Олександр Скарбек, керівник польського руху в Галичині. 31 жовтня представники цих організацій проводять таємну нараду, де вирішили діяти спільно під орудою капітана Н. Мончинського. У 200-тисячному Львові поляки становили близько 40 %, що не було більшістю, як стверджує польська пропаганда міжвоєнних років. Натомість було багато інших національностей, зокрема жидів, а українців налічувалось до 20 %. Тут варто зауважити, що загалом по Галичині та Волині, поляки рідко перевищували 4-6 % населення. Львівські поляки — жителі міста, нерідко жінки і діти — не тільки підтримали своїх бойовиків, але й самі брали участь у вуличних сутичках. В польських конспіраційних формуваннях налічувалося до 500 осіб, слабко озброєних і поділених по політичній орієнтації, їхня консолідація настала по початку української влади у Львові. Польська організація військова планувала зайняти Головний Двірець разом зі збройними складами, оволодіти Личаківською рогаткою (там гуртувалися українські підпільні сили) та роззброїти українських вояків австро-угорської армії в казармах. По цьому планувалося оволодіти військовою комендатурою, Ратушею й поштою. 31 жовтня поляки оголошують мобілізацію біля Академічного будинку, проте до перейняття влади не дійшло, і частину мобілізованих юнаків розпущено по домівках.

## Листопадовий чин
Українське керівництво передбачало можливість використати для зайняття Львова та головних міст Галичини ті військові австро-угорські формування, котрі складалися переважно з українців, у цьому керувалися нормативами гинучої Австро-Угорщини про передачу влади на певних територіях оголошеним там державних формуваннях.

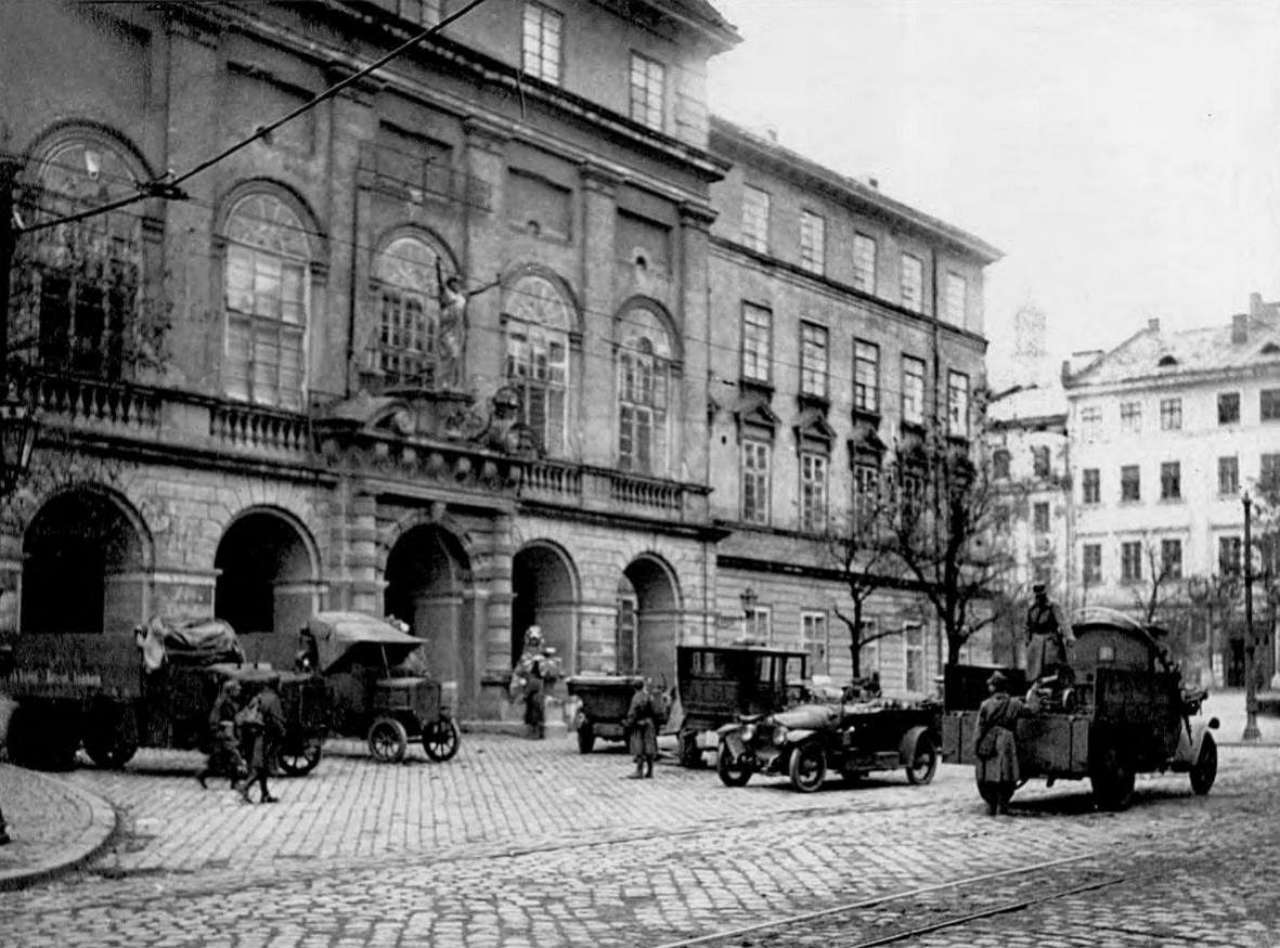
Площа Ринок. Українські вояки завантажують кулемет у вантажівку. Листопад 1918 р.

Листопадовий чин почався близько 4 години 1 листопада. До 7 години ранку українці, не втративши жодного стрільця, зайняли урядові будинки — Галицького крайового сейму та магістрату, і стратегічні пункти міста — вокзал, пошту, летовище, цитадель, в'язниці, декілька військових складів та інтернували коменданта Львова Пфаффера. В цьому складі — вояки запасного батальйону 15-го піхотного полку 500, 19-го полку — 400, 30-го батальйону польових стрільців — 90, батальйону 41-го піхотного полку — 350 та менших охоронних й допомогових відділів — загалом до 1500 стрільців та старшин. Львівський поліційний директор Рейнландер затриманий під домашнім арештом, його повноваження посів Степан Баран. Того ж дня відбулася формальна передача влади УНРаді — від імені Австро-Угорщини — заступник цісарського намісника генерала К.Гуйна, українець В.Децикевич — згідно з цісарським маніфестом від 16 жовтня 1918, від УНРади — С.Голубович, К.Левицький, Л.Цегельський.
У цьому часі супротивники збираються на перемовини, 2 листопада в Торговельно-промисловій палаті з польськими представниками стрічаються К. Левицький, Р. Перфецький, Л. Ганкевич, Л. Цегельський, С. Федак та митрополит Шептицький. Мирові пропозиції української делегації — державний кордон по Сяну, культурна автономія поляків та євреїв у Львові — були іменовані неприйнятними польською стороною.
Одначе, попри незгоду в ході перемовин, супротивні сторони видрукували спільну відозву до містян із закликом до згоди; ранком 3 листопада була розклеєна на міських мурах трьома мовами.

Вночі з 1 листопада силами польських військових організацій та вояків австро-угорської армії розпочалося збройне повстання, південно-західну частину міста займають польські бойовики. В кількох місцях відкрилися пункти набору добровольців, щодня реєструвалося по 200—300 новобранців. Ввечері 1 листопада поляки творять пункти опору в школі ім. Генріка Сенкевича та Академічному будинку. Швидко по тому оголошено Команду оборони Львова під рукою капітана Мацинського. Польські сили почали обстрілювати українські стежі на вулиці Сапіги й Городецькій; їм у допомогу кинулося й польське цивільне населення, що почало стріляти на українське військо з вікон, брам та завулків. Велику кількість в польських відділах становили неповнолітні добровольці — «Львівські орлята».
Одним з перших поляглих був десятник Бочан — пластун, десятник УСС. Впав в бою 1 листопада за залізничний вокзал.
Хоча перші дні листопада безпосередньо вказували на загрозу війни, зовсім не всі в українському керівництві сприймали це серйозно; власне, через це до половини стрілецтва розійшлося по домівках, а на алярмові заклики Вітовського до міських та повітових комісарів чимпошвидше надіслати підмогу на оборону столиці, відгукнулися в скорім часі тільки Золочів, Щирець та Кам'янка-Струмилова. Тим часом, становище західноукраїнської столиці погіршувалося з кожною годиною. Вітовський був неприємно заскочений, коли керівник штабу Горук надав рапорта, що в лавах оборонців Львова лишилося тільки 650 стрільців та старшин.

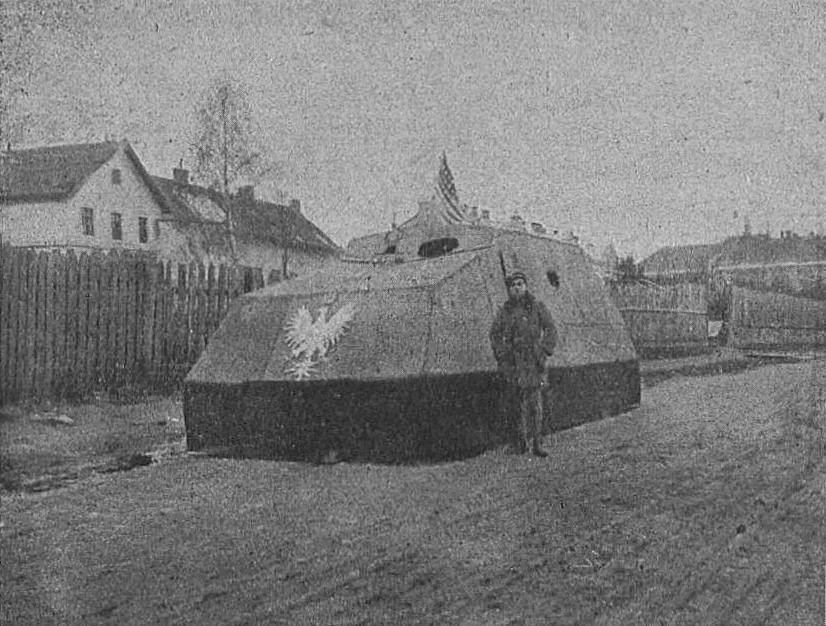
Імпровізований польський панцерник, підбитий вояками УГА

Для охорони головного залізничного вокзалу в таких умовах було приділено лише два десятки стрільців. Вони явно не могли дати раду польському загону Мончинського, котрий рушив по заскладовану на Чернівецькому вокзалі зброю, полякам здобутих трофеїв вистачило на озброєння 4000 охочих. Завдяки цьому польські сили увечері 2 листопада захопили головний залізничний вокзал; почалися затяжні бої за головний залізничний вокзал та склади призалізничні, захоплені поляками пізно ввечері. Під вечір 2 листопада польські сили зайняли райони Політехніки, Собору Святого Юра, костьолу Святої Єлизавети, оточили головну пошту та Цитадель. На польському бронепоїзді був залучений у тому часі і майбутній багаторазовий прем'єр-міністр Польщі Казимир Бартель.
3 листопада прибули до Львова частини Українських Січових Стрільців — з Буковини 800 добре озброєних січових стрільців на чолі із сотником О. Букшованим, яких чекали ще в ніч з 31 жовтня на 1 листопада. Українці захоплюють Цитадель та прилеглі квартали, відновилися бої за вокзал.
4 листопада продовжилися бої за головний залізничний вокзал. Фронт, який утворився 4 листопада, практично не змінювався протягом двох тижнів. Він проходив по вулицях Стрийська — Кадетська — Коперника, через головну пошту — Галицький сейм (сучасний головний корпус університету імені Івана Франка) — Собор святого Юра — площа Бема (нині Князя Святослава) — Янівська вулиця — Клепарівська — Шпитальна — Замарстинівська.
Під час вуличних боїв у Львові Мар'ян Панчишин очолив групу громадської медичної опіки Українського міщанського комітету й налагодив медичну обслугу української армії, створює перев'язні пункти, де надає допомогу пораненим українським солдатам.

## Вулична війна
У місті утворилася формальна бойова лінія — поляки зайняли західну частину міста з головним залізничним вокзалом, українці утримували середню і східну частини з Високим Замком і вокзалом Львів — Підзамче.
Головним опорними точками українських військ стали казарми по вулиці Янівській, Галицький Сейм, Цитадель, Головна пошта, казарми Фердинанда й поліції на вулиці Казимирівській, вокзал Підзамче.
Співвідношення українських і польських військових сил у Львові було не на користь українців — до міста постійно прибували польські війська. Ухвалюючи рішення зайняти Львів, УНРада вважала, що українські військовики зможуть втримати місто до підходу допомоги з краю і з Української Держави. Однак допомога надходила не так швидко і не в таких обсягах, як на те потребували. Полк УСС, який прибув до Львова з Буковини 3—4 листопада, не змінив співвідношення сил. Допомога з Києва, у кількості 3 тисяч січових стрільців, які стояли в Білій Церкві, не надійшла — Український національний союз вирішив використати їх у повстанні проти гетьмана П.Скоропадського.
5 листопада запеклі бої точилися за Головну пошту. Поляки безупинно атакували будинок, тримали під щільним вогнем підходи до нього, обстрілювали вікна. Того ж дня відбувався обстріл в районі казарм Фердинанда на вулиці Клепарівській, інших ділянках фронту. 6 листопада курінь після попередньої невдачі під Головним Двірцем перегруповувався у Старому Селі.
4 листопада переїхав до Львова через Снятин польовий курінь УСС поручника Багана, 2 сотні з Коша і Вижниці поручника Семенюка, 5 листопада по поновленні обмундирування рушили на Львів.

5 листопада приступивши до виконання обов'язків, Коссак відразу взявся за здійснення операції, яка мала рішуче переломити ситуацію. Планувався наступ на центральний квартал вздовж вулиці Городецької та очищення від противника Жовківського передмістя і Замарстинова; задум був добрий, але з огляду на мізерність сил, цілком нереальний. Наступна операція провалилась. Закономірною реакцією УНРади стала заміна командувача — 9 листопада ним став комісар Золочівського військового округу полковник Гнат Стефанів. Новий командувач реалізував низку заходів: скоротив фронт, тим самим надав мобільність наявним силам, провів зміни у військовому керівництві та виставив на висотах (Високий Замок, Цитадель, Кривчиці) гаубичні батареї, які сильно дошкуляли противникові.
6 листопада на всіх частинах фронту тривали запеклі позиційні бої цілий день і ніч.
7-8 листопада залога казарм Фердинанда при Городоцькій вулиці веде бої від 4-ї ранку; на Підзамче весь день точилася запекла боротьба з польськими легіонерами й бандами польського міського шумовиння.
9-11 листопада на Високому Замку з'явилася українська гарматна батарея (2 гаубиці). Спочатку там було 6 гаубиць, однак 4 з них було переведено на нову позицію, за Личаківську рогатку. Її вогонь став для поляків настільки дошкульним, що вони були змушені надіслати свої літаки, які намагалися знищити українські гармати. Невдовзі українці встановили артилерію також на Цитаделі та у Кривчицях. Ударами з боку Старого Села, Персенківки та Цитаделі українські підрозділи — до 500 стрільців — зайняли Кульпарків. 4-й гарматний полк сформували одним з перших у Галицькій армії; його зав'язком була гарматна батарея поручника Ю. Полянського, яка воювала у Львові від 6 листопада, по тому займала вогневі позиції на Високому Замку. Після залишення міста, вона дислокувалася в підміських Винниках, де до неї долучилися прибулі із Золочева батареї поручників В. Сорокевича, Володимира Галана, Андрія Бучака, а також ще дві батареї — вони зайняли позиції на підльвівському фронті в Прусах, Ляшках Мурованих і Дублянах. На прохання артилеристів полковник Степанів надіслав на Високий Замок кулеметну сотню поручника Петра Франка, ветерана легіону УСС.
Польський фронт трохи перемістився назад. Згодом зав'язався бій за один з важливих вузлів польського опору — Кадетську школу.

## Пошуки братнього плеча
УНРада вжила заходів щодо виправлення ситуації; Ще 4 листопада, вона вислала до Києва делегацію з проханням до гетьмана Скоропадського надати військову допомогу. Гетьман погодився таємно відправити до Галичини Галицько-Буковинський курінь січових стрільців Є. Коновальця. Але стрільці відмовилися йти до Львова. Їхня відмова
пояснювалася важливою обставиною — в самому розпалі була підготовка до антигетьманського повстання, ядром якого мали стати стрільці.
11 листопада друга галицька делегація на чолі з О. Назаруком і В. Шухевичем прибула до Києва й розпочала переговори з гетьманом Скоропадським. Він із розумінням поставився до прохань галичан, віддав наказ виділити ЗУНР 10 млн корон (2 млн доларів в перерахунку на курс початку 1918 року) та озброєння — гармати, літаки, декілька вагонів амуніції, а найголовніше — дав дозвіл відбути у ЗУНР Окремому загону січових стрільців Є. Коновальця, який нараховував 1200 стрільців і проявляв високу боєздатність до кордонів ЗУНР, звідки Стрільці мали начебто самовільно покинути дислокацію і піти на допомогу ЗУНР. Але командування загону ухвалило рішення залишитися в Наддніпрянській Україні (і надати допомогу Українському Національному Союзу, який готував усунення гетьмана Скоропадського).
Проте, за наказом гетьмана 3-й Одеський авіаційний дивізіон у повному складі вилетів у Галичину і в Красному заснував авіазагін УГА у складі 11 літаків, який згодом став авіаполком. Командиром полку був полковник Д. Кануков, завдяки старанням якого кількість літаків зросла до 80 (щоправда, не всі літаки були справними).

Панцерник Української Держави «Черник», що не встиг з допомоговими маршовими силами до Львова.

## Продовження боїв
12 листопада поляки робили відчайдушні спроби оточити Львів та перерізати залізничне сполучення з Підзамча на схід.
13 листопада до Львова в район Замарстинова-Підзамча прибуло півсотні наддніпрянців загону імені Ґонти з Київщини під командуванням отамана Андрія Долуда.
14 листопада провадився український наступ від Підзамча на вулицю Замарстинівську, Під Дубом та Головний Двірець.
Власне на фронтовій лінії Сокільники — Солонка — Давидів у грудні діяли прибулі батарея поручника І. Тригука з Коломийського коша і так звана Козятинська, поручника Б. Власенка, яку надіслав під Львів гетьман Скоропадський, хоча і невчасна була поміч.

## Завершення
Всупереч наказу Д. Вітовського не була перерізана залізниця Перемишль-Львів, якою до Львова надходили підкріплення з Польщі, це стало фатальним для українців.

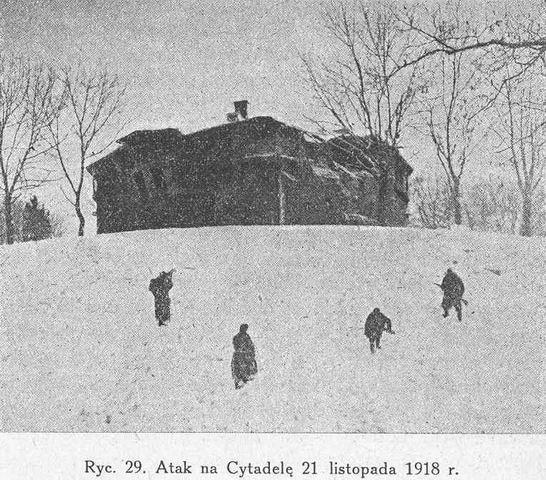
Атака на Цитадель, 21 листопада 1918

18-20 листопада було встановлене чергове перемир'я. Польське командування використало його для передислокації залізницею до Львова загін підполковника М. Токаржевського. Коли 21 листопада воєнні дії відновилися, українці побачили себе наполовину оточеними переважаючими силами ворога. І хоча можливості подальшої боротьби ще не були вичерпані, полковник Стефанів наказав відступити.
З підходом нових польських сил з боку Городка українські захисники Львова змушено залишають місто. Найдовше боролася залога вокзалу Підзамче.
Обсада Підзамча складалася з 2 сотень — четарів Іваницького, Теліщака та відділу хорунжого Гачкевича. Команду залоги 11 листопада з рук поручника Краснопери перебрав З. Носковський. На 12 листопада під командуванням поручника Зенона Носковського разом з українськими добровольцями було 280 бійців. Українці на Підзамчі зберегли свої позиції у часі польського наступу 21 листопада, коли супротивник пустив у дію артилерію, літаки та бронепотяг.
20 листопада з Перемишля до Львова прибула потужна група польських військ підполковника М. Токаржевського. Його гарнізон налічував 8300 солдатів і офіцерів, 61 кулемет, 45 гармат, поляки переходять у наступ. В розвої акції праве польське крило форсувало Снопків, Погулянку, Личаківський цвинтар і, дійшовши до залізничного двірця Львів-Личаків, вислало кінні відділи до Сихова й Винників. Ліве польське крило зустрілося з твердим опором українських частин, бойовий фронт від Цитаделі, через будинок сейму до двірця Підзамче не прогнувся ні на одному місці. Українські війська, не зважаючи на перевагу противника, відбили його наступ та в багатьох місцях перейшли до протинаступу. Під вечір дня 21 листопада ситуація була такою, що поляки, витративши свіжі частини на охоплення Личакова — вони обходили місто найдалі висунутими крилами і тільки під горою святого Яцка зійшлися в зустрічі з українцями — й на безуспішний напір на ліве крило фронту, змушено поверталися до позиційної війни. В цілому українська ситуація була тяжка, але не найгірша.
Будучи дезінформованими і у паніці, український штаб на чолі з полковником Стефанівим 22 листопада віддав наказ залишити Львів. Підпорядковані йому частини створили підльвівський фронт й утримували його до кінця війни. Наказ української Начальної Команди до евакуації Львова, назначеної на ніч з 21 на 22 листопада, був несподіванкою для обидвох сторін. Ранком 22 листопада поляки не могли зорієнтуватися що сталося — відхід українців був для них несподіванкою й відбувався в такій таємниці й порядку, що вони довго не зважувалися рушити, підозрюючи підступ з українського боку. Історики стверджують, що побоювалось обидві сторони та якби не відступ українських військ, полякам навряд чи вдалось би опанувати Львів.
Вночі 22-го листопада українська залога, останній український підрозділ захисників міста, відступив зі Львова. Українське військо відступило в східному і північному напрямках, розпочавши піврічну облогу міста. Польське військо після відступу українців розпочали єврейські погроми.
Після відходу українських військ зі Львова в ніч з 21 на 22 листопада тільки у підпорядкуванні Команди міста Львова (за зведеною відомістю, датованою 25 листопада) зазначалося 7172 жовніри і 1173 офіцери. В тому числі «бойових» 414 офіцерів і 2777 жовнірів, решта була в «забезпеченні». Нестача українських військових кадрів пояснювалася ще й тим, що в австро-угорській армії на кожних 1000 офіцерів припадало лише 2 українці, тоді як поляків — 27.
У боях за Львів українці втратили загиблими 250 вояків, близько 500 дістали поранення. Поляки — загиблими 277, 910 осіб поранено.
У 1920—30-х роках загиблі під час боїв у Львові українські вояки були поховані на меморіалі УСС—УГА на Янівському кладовищі, польські вояки — на «Цвинтарі Орлят» на Личаківському цвинтарі у Львові.
Відступ українських формувань зі Львова не був заслугою львівського польського населення. Юзеф Пілсудський, виступаючи у серпні 1923 року у Львові: «Оборонці Львова складалися з трьох нерівних частин. Перша — то ваші діти, діти Львова; друга, численніша частина — то ваші родичі із Західної Галичини; найчисленніша частина — то змобілізовані пеов'яки (члени Польської Організації Військової) з Королівства Польського. Так виглядає дійсна історія. І ще. Тисячі єрихонських труб руйнувало не мури ворога, лиш мою душу, Начального Вождя, який мав чотири п'ятих своїх сил не деінде, як під Львовом».

## Допомогова служба
В часі боїв у Львові важкопоранених з усіх відтинків фронту медчастини «Першої помочі» доставляли до гарнізонної лічниці на Личаківській, де їх лікували кілька днів (з них доктори Білозор Володимир та Володимир Свідерський). Після чого важкохворих перевозили на повозках до Санітарного поїзда УСС, який доставляв поранених українських вояків до лікарень у запіллі: в Бережани, Підгайці чи Тернопіль. Медик Марія Ґіжовська керувала медчастиною у приміщенні Львівської пошти, медик Зіновія Копертинська з медиком Зеноном Русином — у приміщенні Галицького сейму. На Личаківському вокзалі була відсилкова точка, звідси поранених та хворих забирав санітарний поїзд УСС № 1 (медик Роман Гаванський) і відвозив до військових шпиталів у Стрию та Станіславові.

## Війна без ненависті
Проте збройне протистояння не переходило в міжнаціональну ненависть; під час бойових дій у Львові звичайною річчю було припинення вогню — для надання допомоги пораненим.
Частими були перемир'я, в ході яких військовики з обидвох сторін виходили з окопів, розмовляли та фотографувалися.
У спогадах польського військовика Юзефа Вітліна — майбутнього письменника, є замітки про те, як український хорунжий Зенон Русин припинив вогонь, щоби дати можливість йому перейти через вулицю додому.
Люди, котрі довгі роки прожили пліт в пліт, не могли відразу просякнутися невідворотною антипатією. Так, на вулиці Городоцькій у часі між боями розпалювали вогнища — там були разом українці та поляки, виголошували спільні тости. Збереглися записи з польської польової жандармерії про те, що польський сержант Лех з товаришами прихопив із собою акордеон і горілку, прийшли в гості до зайнятих українцями казарм Фердинанда, і в часі війни до ранку відбувалися спільні гуляння.